# Удаядітьяварман II
Удаядітьяварман II (кхмер. ឧទ័យាទិត្យវរ្ម័នទី២) — правитель Кхмерської імперії.

## Життєпис
Удаядітьяварман II був або сином Сур'явармана I або ж просто його близьким родичем.
На момент коронації був дитиною, тож упродовж перших років правив за регентства свого наставника Джаендрапандити та воєначальника Санграма, які не допустили розпаду держави.
За часів правління Удаядітьявармана, незважаючи на повстання, що відбувались усією країною, Кхмерська імперія поступово збільшувалась у розмірах. Також активно зводились нові храми (зокрема Бапуон) і міста.